# Eriocaulon scullionii
Eriocaulon scullionii är en gräsväxtart som beskrevs av Gregory John Leach. Eriocaulon scullionii ingår i släktet Eriocaulon och familjen Eriocaulaceae. Inga underarter finns listade i Catalogue of Life.